# Los Marcianos (científicos)

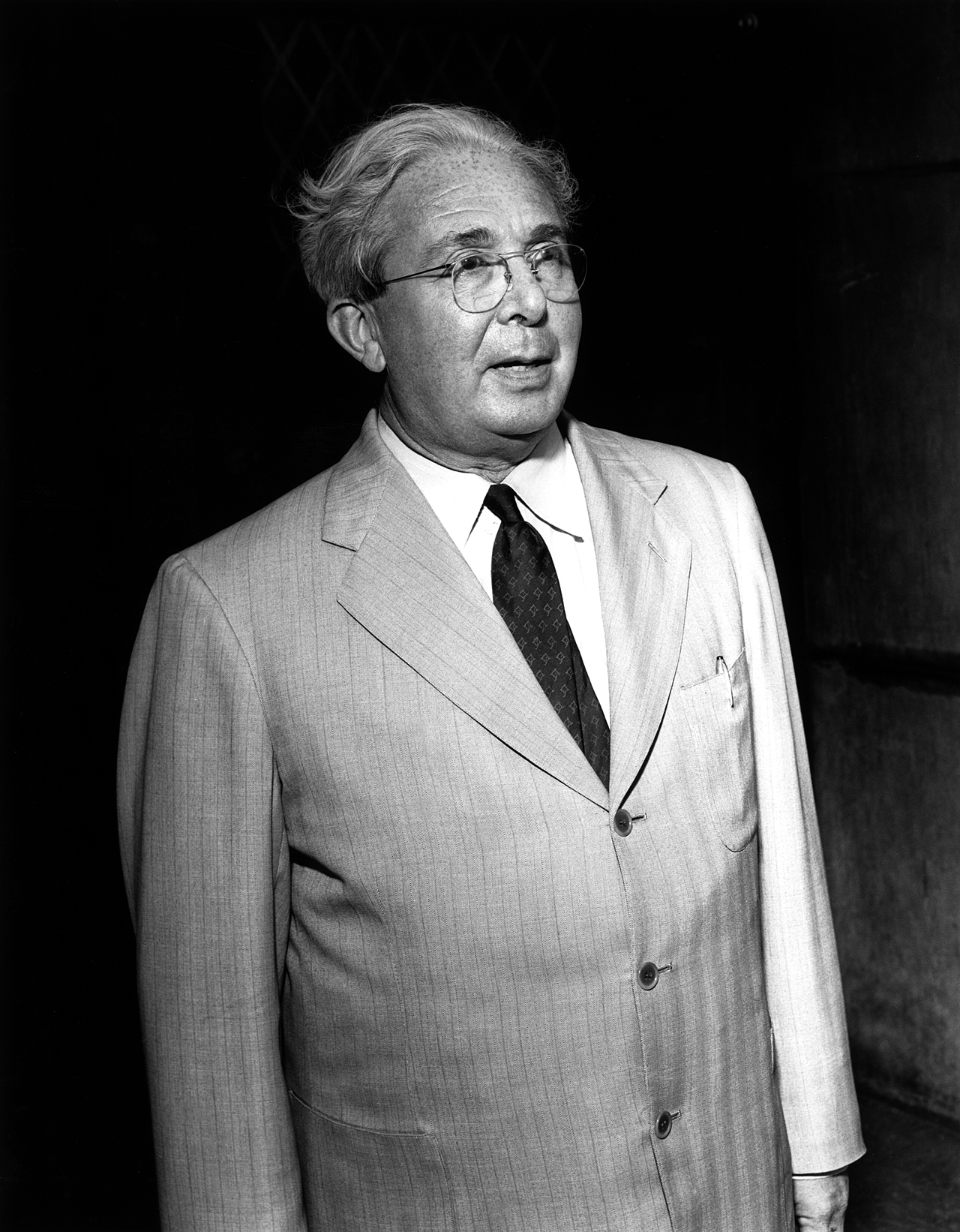
Leo Szilard

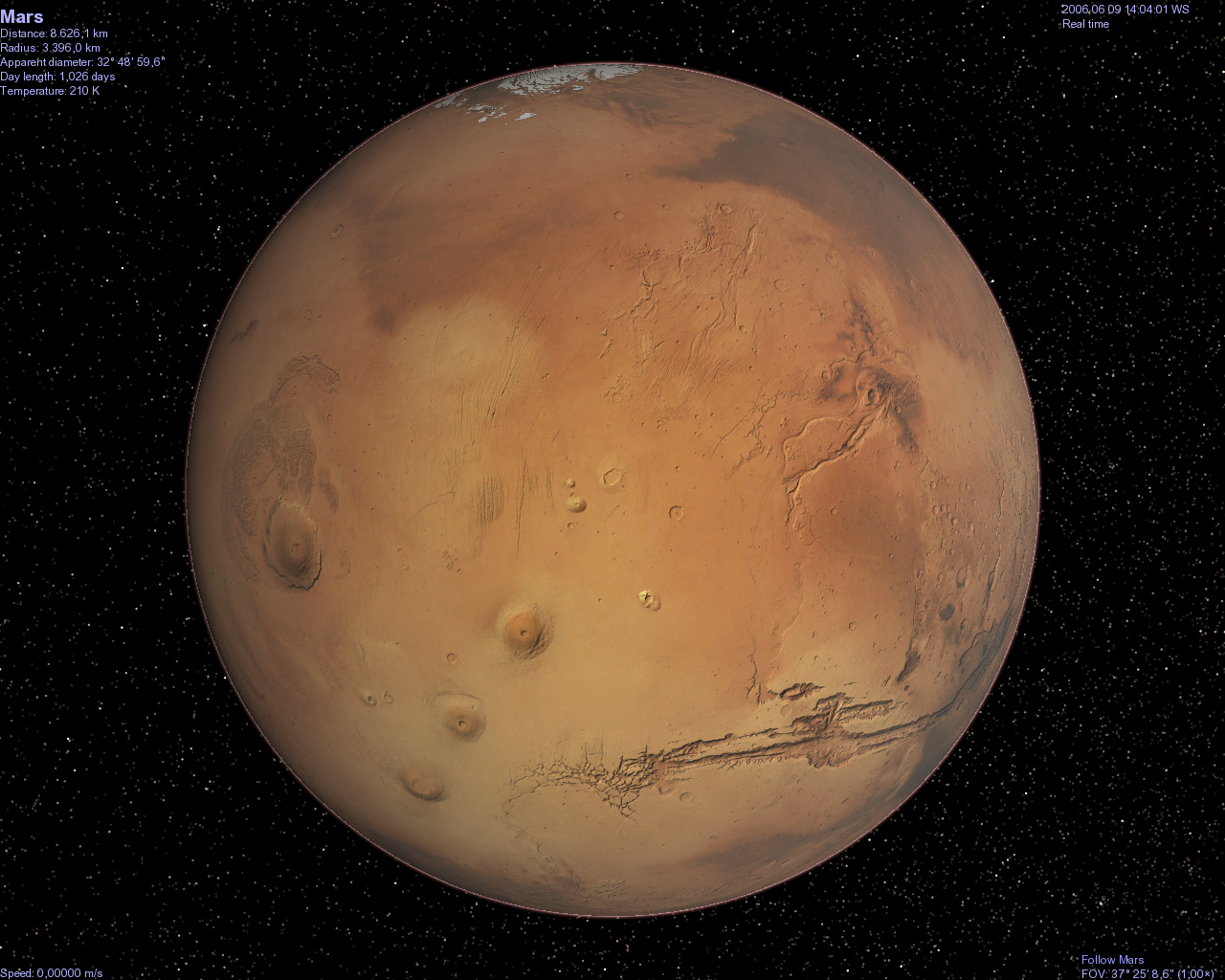
El planeta Marte

"Los Marcianos" era un término usado para referirse informalmente a un grupo de prominentes científicos húngaros (en su mayoría, aunque no exclusivamente, físicos y matemáticos) que emigraron a los Estados Unidos en la primera mitad del siglo XX.
Leó Szilárd, quien en broma sugirió que Hungría era un escondite para los extraterrestres de Marte, fue quien dio origen a este término. En respuesta a la pregunta de por qué no hay evidencia de vida inteligente más allá de la Tierra a pesar de la alta probabilidad de que exista, Szilárd respondió: "Ya están aquí entre nosotros  – simplemente se llaman húngaros". Esta anécdota aparece en el libro de György Marx titulado The Martians.
Paul Erdős, Paul Halmos, Theodore von Kármán, John G. Kemeny, John von Neumann, George Pólya, Leó Szilárd, Edward Teller y Eugene Wigner están incluidos en este grupo. 
Dennis Gabor, Ervin Bauer, Róbert Bárány, George de Hevesy, Nicholas Kurti, George Klein, Eva Klein, Michael Polanyi y Marcel Riesz también a veces se nombran como parte del grupo, aunque no emigraron a los Estados Unidos. 
Loránd Eötvös, Kálmán Tihanyi, Zoltán Lajos Bay, Victor Szebehely, Albert Szent-Györgyi, Georg von Békésy y Maria Telkes igualmente son a menudo mencionados en conexión con el grupo. 
Por el contrario, Elizabeth Róna, una química nuclear húngara que emigró a los Estados Unidos en 1941 para trabajar en el Proyecto Manhattan y que descubrió el inicialmente denominado uranio-Y (Torio 231), a menudo no se incluye en la lista. 

## Origen del nombre

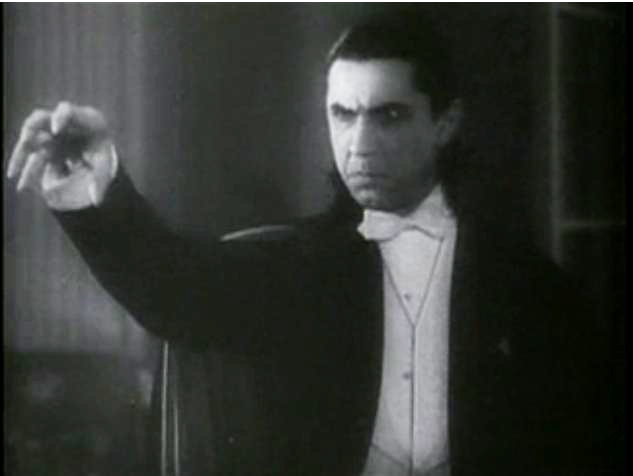
Bela Lugosi en Drácula

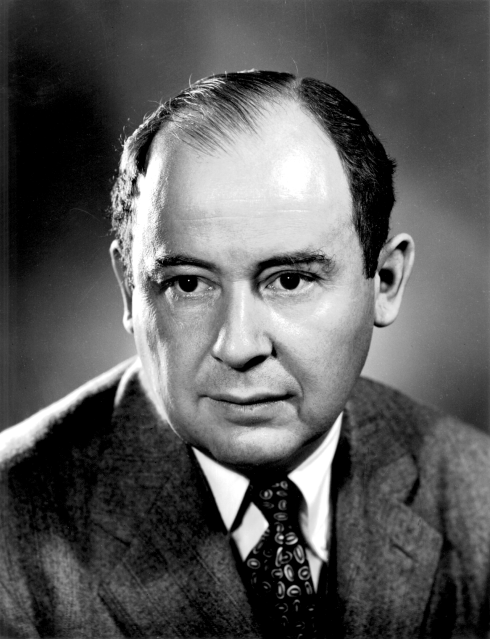
John Von Neumann en Los Álamos

Como todos ellos hablaban inglés con un fuerte acento (un tipo de acento previamente hecho famoso por el actor de terror Béla Lugosi), fueron considerados extraños en la sociedad estadounidense. Los científicos húngaros eran aparentemente sobrehumanos en intelecto, hablaban un idioma nativo incomprensible y provenían de un desconocido y pequeño país. Esto los llevó a ser llamados marcianos, un nombre que adoptaron jocosamente. 
La broma tomó forma de historia, según la cual, los científicos húngaros eran en realidad descendientes de una fuerza de exploración marciana que aterrizó en Budapest alrededor del año 1900, y luego partió después de que el planeta fuera encontrado inadecuado, pero dejando atrás a los niños de varias mujeres de la Tierra, niños que se convirtieron en científicos famosos. John von Neumann utilizó varios hechos como evidencia simulada para respaldar esta afirmación, como la proximidad geográfica cercana de los lugares de nacimiento de los marcianos; su trayectoria profesional bien trazable, que comenzó con el interés por la química, que los llevó a las universidades alemanas, donde se sintieron atraídos  por la física; y el momento en el que los marcianos abandonaron Europa para irse a los Estados Unidos. 
Esta es la historia original, tomada del libro de György Marx, The Martians: 

El universo es vasto, contiene miríadas de estrellas ... es probable que tengan planetas dando vueltas alrededor de ellas ... Los  seres vivos más simples se multiplicarán, evolucionarán por selección natural y se volverán más complicados hasta que finalmente se activen, criaturas pensantes surgirán ... Anhelando mundos frescos ... deberían extenderse por toda la Galaxia. Estas personas tan excepcionales y talentosas difícilmente podrían pasar por alto en un lugar tan hermoso como nuestra Tierra.  –  "Y así," Fermi llegó a su pregunta abrumadora, "Si todo esto ha estado sucediendo, ya deberían haber llegado aquí. Entonces, ¿dónde están? " –  Fue Leo Szilard, un hombre con un sentido del humor pícaro, quien proporcionó la respuesta perfecta a la paradoja de Fermi: "Están entre nosotros" dijo, "pero se llaman húngaros".

Cuando se hizo la pregunta a Edward Teller  – quien estaba particularmente orgulloso de su monograma, ET (coincidente con la abreviatura de extraterrestre) – simuló parecer preocupado, y dijo: "Von Karman debe haber estado hablando".
Siguiendo la broma, según György Marx, el origen extraterrestre de los científicos húngaros se demuestra por el hecho de que los nombres de Leó Szilárd, John von Neumann y Theodore von Kármán no se pueden encontrar en el mapa de Budapest, pero en la Luna hay cráteres con sus nombres:
- Szilard (cráter)
- Von Neumann (cráter)
- Von Kármán (cráter lunar)

También hay un cráter en Marte que lleva el nombre de Von Kármán.

## Científicos centroeuropeos que emigraron a los Estados Unidos

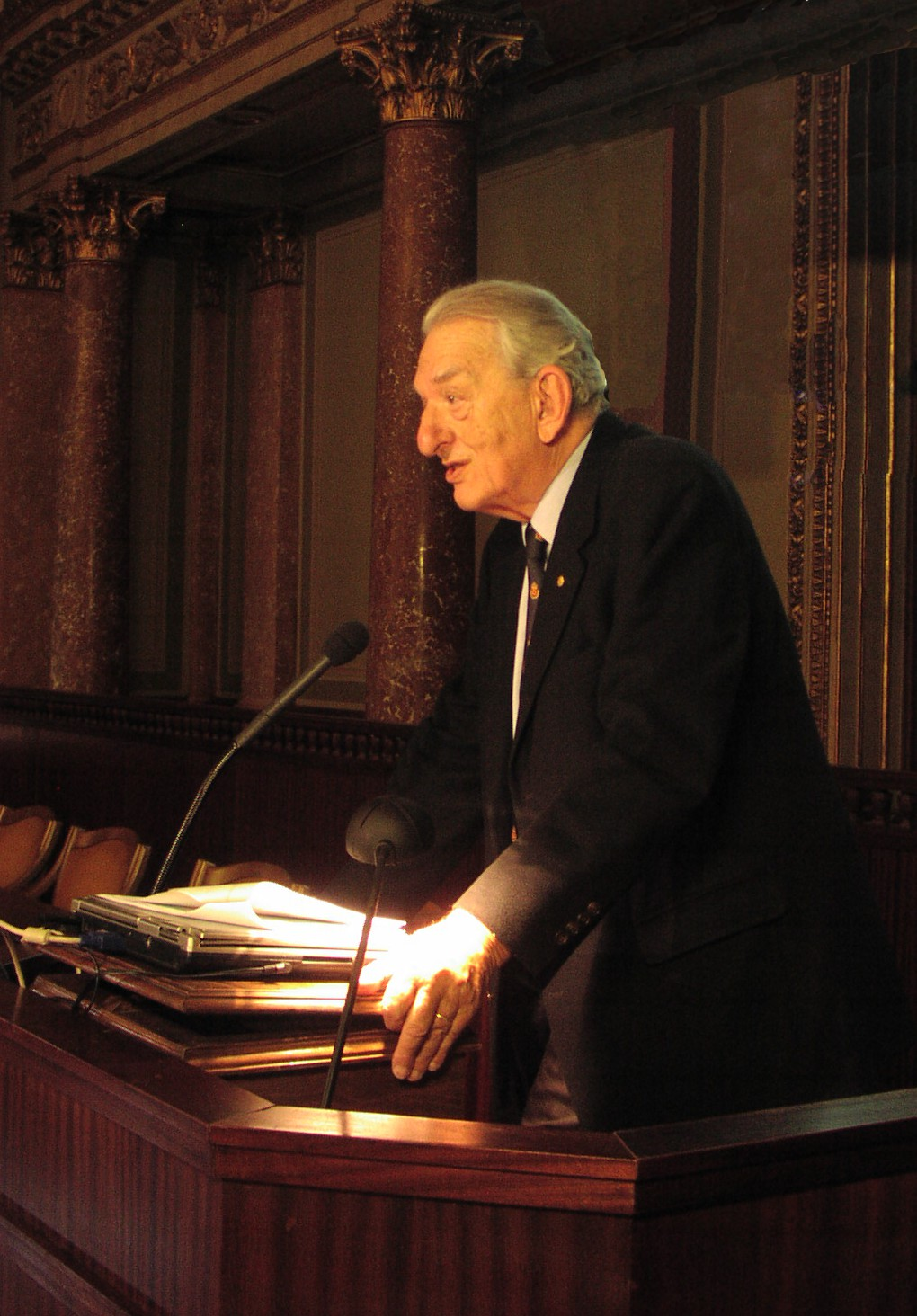
George Olah dando una conferencia en el Salón Ceremonial de la Academia Húngara de Ciencias con el título "Nueva oportunidad en política energética: simbiosis de política económica y metanoleconomía – Oportunidades en Hungría"

Durante y después de la Segunda Guerra Mundial, muchos científicos de Europa Central emigraron a los Estados Unidos, en su mayoría judíos refugiados que huían del nazismo o del comunismo. Varios eran de Budapest, y fueron fundamentales en el progreso científico estadounidense (por ejemplo, el desarrollo de la bomba atómica).

Pero en junio de 1948, tuve que renunciar al Instituto porque la situación política ya no les permitía emplear a un antimarxista abierto como había sido yo. Sin embargo, Anne [la esposa posterior de Harsanyi] continuó con sus estudios. Pero sus compañeros de clase comunistas la acosaban continuamente para que rompiese conmigo debido a mis opiniones políticas, pero ella no lo hizo. Esto le hizo darse cuenta, antes que yo, de que Hungría se estaba convirtiendo en un país completamente estalinista, y que el único curso de acción sensato para nosotros era abandonar Hungría.
John Harsanyi

En octubre de 1956, Hungría se rebeló contra el dominio soviético, pero el levantamiento pronto fue aplastado por medios drásticos que se cobraron muchas vidas. Budapest fue demolida nuevamente y el futuro aparecía nublado. En noviembre y diciembre de 1956, unos 200.000 húngaros, principalmente jóvenes, huyeron del país. Con mi familia y con la mayoría de mi grupo, también hemos decidido emprender este viaje y buscar una nueva vida en Occidente.
George Olah

## Lista deLos Marcianossegún György Marx

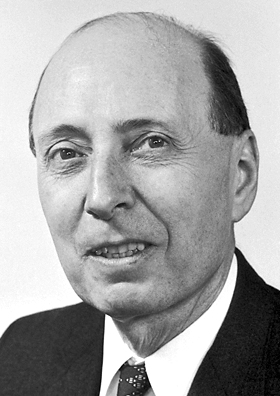
Eugene Wigner

De acuerdo con el libro de Marx, la lista de los 18 marcianos estaba integrada por los siguientes científicos:
| Nombre              | Nombre 'marciano' (en húngaro) | Año de nacimiento | Año de Fallecimiento | Escuela secundaria                      | Alma mater                                                                                | Especialidad                            |
| ------------------- | ------------------------------ | ----------------- | -------------------- | --------------------------------------- | ----------------------------------------------------------------------------------------- | --------------------------------------- |
| Franz Alexander     | Alexander Ferenc               | 1891              | 1964                 |                                         | Universidad de Gotinga                                                                    | Medicina Psicología                     |
| Paul Erdős          | Erdős Pál                      | 1913              | 1996                 | Szent István Gimnázium (Budapest)       | Universidad de Budapest                                                                   | Matemáticas                             |
| Peter Carl Goldmark | Goldmark Péter Károly          | 1906              | 1977                 | Bornemisza Péter High School (Budapest) | Universidad Técnica de Viena Universidad Técnica de Berlín                                | Física                                  |
| Paul Halmos         | Halmos Pál                     | 1916              | 2006                 |                                         | Universidad de Illinois                                                                   | Matemáticas                             |
| John Harsanyi       | Harsányi János                 | 1920              | 2000                 | Fasori Gimnázium                        | Universidad de Lyon Universidad de Budapest Universidad de Sídney Universidad de Stanford | Economía                                |
| Theodore von Kármán | Kármán Tódor                   | 1881              | 1963                 | Trefort                                 | Univérsidad Técnica de Budapest                                                           | Matemáticas Física                      |
| John G. Kemeny      | Kemény János                   | 1926              | 1992                 | Berzsenyi                               | Universidad de Princeton                                                                  | Matemáticas                             |
| Cornelius Lanczos   | Lánczos Kornél                 | 1893              | 1974                 | Ciszterci Szent István Gimnázium        | Universidad de Budapest Universidad de Szeged                                             | Matemáticas Física                      |
| Peter Lax           | Lax Péter                      | 1926              |                      |                                         | Universidad de Nueva York                                                                 | Matemáticas                             |
| John von Neumann    | Neumann János                  | 1903              | 1957                 | Fasori Gimnázium                        | Universidad de Budapest                                                                   | Matemáticas Física Economía Computación |
| George Olah         | Oláh György                    | 1927              | 2017                 | Piarista Gimnazium                      | Universidad Técnica de Budapest                                                           | Química                                 |
| Egon Orowan         | Orován Egon                    | 1902              | 1989                 | Leövey Klára Gimnázium                  | Universidad de Viena Universidad Técnica de Berlín                                        | Física                                  |
| John Polanyi        | Polányi János                  | 1929              |                      | Trefort                                 | Universidad de Mánchester                                                                 | Química                                 |
| George Pólya        | Pólya György                   | 1887              | 1985                 | Berzsenyi                               | Universidad de Budapest                                                                   | Matemáticas                             |
| Leo Szilard         | Szilárd Leó                    | 1898              | 1964                 |                                         | Universidad Técnica de Budapest                                                           | Física Biología                         |
| Valentine Telegdi   | Telegdi Bálint                 | 1922              | 2006                 |                                         | Universidad de Lausana Politécnico de Zúrich                                              | Física                                  |
| Edward Teller       | Teller Ede                     | 1908              | 2003                 | Fasori Gimnázium Trefort                | Universidad de Karlsruhe Universidad de Leipzig                                           | Física                                  |
| Eugene Wigner       | Wigner Jenő                    | 1902              | 1995                 | Fasori Gimnázium                        | Universidad Técnica de Berlín                                                             | Física                                  |

## Lecturas relacionadas
- György Marx (2000). A Marslakók Érkezése (Arrival of the Martians). Hungary: Akadémiai Kiadó. p. 456. ISBN 963-05-7723-2.

- Hargittai, István (2006). The Martians of Science: Five Physicists Who Changed the Twentieth Century. USA: Oxford University Press. p. 376. ISBN 978-0-19-517845-6.

- Datos: Q214269